# エプソム
エプソム (Epsom) は、イングランドのサリー州エプソム・アンド・ユーエルの町。エプサム、エプソンとも。ロンドン郊外、チャリング・クロスから南南西に18マイル (29 km)の距離に位置する。
ダービーやオークスが開かれるエプソム競馬場で知られる。

## 出身人物
- アレックス・キングストン - 女優
- ジュリア・オーモンド - 女優
- ペトゥラ・クラーク - 女性歌手
- ローレンス・ストーン - 歴史学者
- ワーウィック・デイヴィス - 映画「ハリー・ポッター」シリーズのフリットウィック教授役で知られる俳優
- トム・フェルトン - 映画「ハリー・ポッター」シリーズのドラコ・マルフォイ役で知られる俳優
- コナー・ギャラガー-サッカー選手

### ゆかりのある人物
- ビートン夫人 - 居住経験がある作家
- エリーザベト・シュヴァルツコップ、ウォルター・レッグ - 1953年10月19日にこの地で結婚式を挙げている

## 姉妹都市
- フランス オワーズ県 シャンティイ